# Kiss TV
Kiss TV est une chaîne de télévision britannique privée, musicale, spécialisée dans le hip-hop et le RnB contemporain. Elle partage la même programmation que la radio du même nom.

## Histoire
Kiss TV est créée par Guy Wingate, est rachetée par Emap au moment où elle veut créer une division pour la télévision et confie la direction de la chaîne au fondateur de la station de radio, Gordon « Mac » McNamee. La chaîne dure d'abord une heure par nuit sur le circuit câblé L!VE TV et, après un an, passe sur la plate-forme satellite et câblée de Granada, prenant un créneau similaire le soir.
Les présentateurs de la chaîne comprennent des DJ tels que Judge Jules de BBC Radio 1. Quand la chaîne a un an, elle fait un parrainage important de marques de premier ordre.
La chaîne est disponible sur les plateformes de télévision numérique et fait partie d'un réseau de chaînes appartenant à The Box Plus Network. Le 2 avril 2013, toutes les chaînes de Box Television passent en clair sur le satellite, à l'exception de 4Music. En conséquence, les chaînes sont supprimées du Sky EPG en Irlande. Cependant, Kiss TV est lancée sur Freesat le 15 avril 2013, aux côtés de trois autres chaînes de Box Television. Kiss TV et ses chaînes sœurs sont revenues sur Freesat le 8 décembre 2021.
Kiss TV diffuse également en Afrique subsaharienne en tant que chaîne de télévision payante, par divers fournisseurs de télévision numérique sans publicité. Des clips musicaux sont diffusés à la place des publicités.

## Traduction
- (en) Cet article est partiellement ou en totalité issu de l’article de Wikipédia en anglais intitulé « Kiss TV » (voir la liste des auteurs).

1. ↑  (en) « Judge Jules », sur mercuryserver.com (consulté le 3 janvier 2022)